# Baroklinowość

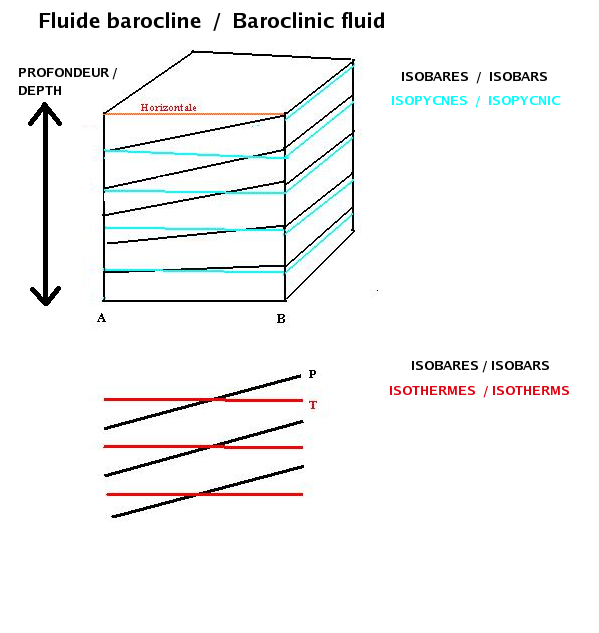
Atmosfera baroklinowa (krzyżowanie się izobar i izoterm)

Baroklinowość (sytuacja baroklinowa, przepływ baroklinowy, atmosfera baroklinowa) w atmosferze to stan przeciwny do barotropowości. Gęstość powietrza zależy nie tylko od ciśnienia, ale także od temperatury i wilgotności. Izobary nie są równoległe do izoterm, lecz się z nimi przecinają.
Duża baroklinowość w atmosferze jest związana z tworzeniem się cyklonów średnich szerokości. Atmosfera baroklinowa jest szczególnym przykładem płynu baroklinowego.